# 21世紀のコミック作家の会
21世紀のコミック作家の会（にじゅういっせいきのこみっくさっかのかい）は漫画家や漫画編集者らで構成される日本の団体である。大型新古書店や漫画喫茶の台頭により漫画家・漫画原作者・出版社の利益が損なわれているとしてこれを適正化するべく2000年につくられた21世紀のコミック作家の著作権を考える会（にじゅういっせいきのこみっくさっかのちょさくけんをかんがえるかい）を2010年7月に名称変更したものである。ただし、これらの存在や友達同士の回し読みや店での立ち読みなどを敵視しているわけではない。なお、組織基盤のハード面は、有害コミック騒動に対する表現規制抑止のために設立した「コミック表現の自由を守る会」からの転用。

## 理事
- さいとう・たかを
- 藤子不二雄A
- 弘兼憲史
- やまさき十三
- 秋本治

## 元理事
- 猪瀬直樹 退任済み[1]

## 呼びかけ人
- 北見けんいち
- 高井研一郎
- ちばてつや
- つのだじろう
- 古谷三敏
- 松本零士

## 会員
- 約750人（漫画家など業界関係者以外は会員になれない。）